# Charles Martig

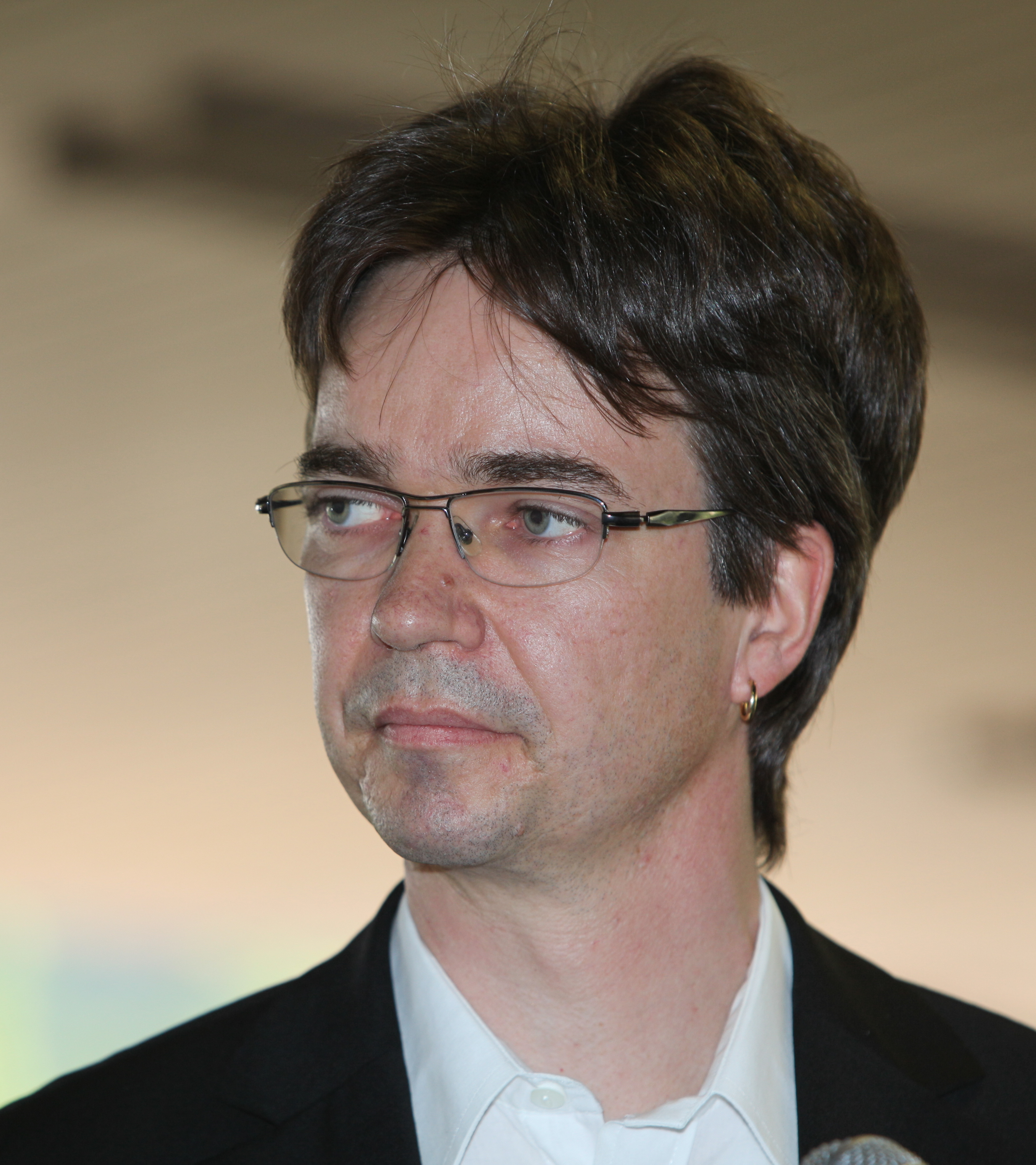
Charles Martig (2010)

Charles Martig (* 19. September 1965 in Brig) ist ein Schweizer Theologe, Medienwissenschaftler, Digital Marketing Experte und Filmjournalist.

## Leben
Martig studierte Theologie, Kommunikation und Medienwissenschaften an den Universitäten Freiburg (Schweiz) und Amsterdam. Von 1994 bis 2014 arbeitete er beim Katholischen Mediendienst als Filmbeauftragter. Von 2002 bis 2014 war er Geschäftsführer dieser Nonprofit-Organisation in Zürich. Von 2015 bis April 2024 war Martig Direktor des Katholischen Medienzentrums in Zürich. Von 2002 bis 2008 hatte er einen Lehrauftrag im Bereich Praktische Theologie und Medienwissenschaft an der Universität Freiburg (Schweiz). 2007 wurde er aufgrund der von Leo Karrer betreuten Dissertation Kino der Irritation. Lars von Triers theologische und ästhetische Herausforderung zum Dr. theol. promoviert. Charles Martig hat 2019 einen Executive MBA Marketing an der HWZ Hochschule für Wirtschaft Zürich abgeschlossen. Er berät Nonprofit-Organisationen und ist Dozent in der Weiterbildung für digitales Marketing an der ZHAW School of Management and Law.
Martig ist Mitglied des Schweizerischen Verbandes der Filmjournalisten SVFJ und der Zürcher Public Relations Gesellschaft. Diese gehört zum Schweizerischen PR Verband, der unter PR suisse firmiert. Er ist zudem Mitglied der internationalen Forschungsgruppe RFM Religion Film Media.
Charles Martig praktiziert japanische Kampfkünste: 5. Dan Aikido und 3. Dan Jōdō.

## Werke (Auswahl)
- Gewaltige Opfer: Filmgespräche mit René Girard und Lars von Trier. KIM, Köln 2000, ISBN 3-934311-07-5.
- Traumwelten: Der filmische Blick nach innen. Schüren, Marburg 2003, ISBN 3-89472-341-6.
- Eros und Religion: Erkundungen aus dem Reich der Sinne. Schüren, Marburg 2007, ISBN 3-89472-480-3.
- Kino der Irritation. Lars von Triers theologische und ästhetische Herausforderung. Schüren, Marburg 2008, ISBN 978-3-89472-532-7. (Diss theol. Univ. Freiburg / Schweiz, 2007).
- Nur für reife Erwachsene. Katholische Filmarbeit in der Schweiz. NZN bei TVZ, Zürich 2011, ISBN 978-3-290-20075-6.
- Räume Körper und Ikonen: (Post-)konfessionelle Filmikonographien. Schüren, Marburg 2013, ISBN 978-3-89472-753-6.

## Artikel und TV-Auftritte (Auswahl)
- Charles Martig: Live-Kommentar im Studio von Fernsehen SRF "Papst Franziskus in Genf, 21. Juni 2018"
- Charles Martig: Kirche im Web 2.0. Euphorie oder kritische Zurückhaltung? in: Medienheft vom 11. Mai 2009
- Charles Martig: Facebook – "The Social Network" in: Medienheft vom 27. September 2010
- Charles Martig: Auftritt beim Fernsehen SRF Radio zum Thema "Religion auf der Leinwand – Zwischen Faszination und Skepsis"
- Charles Martig: Auftritt beim Fernsehen SRF zum Thema "Jesus im Fokus – das Gespräch zum Film"